# Tephrina zebrina
Tephrina zebrina là một loài bướm đêm trong họ Geometridae.